# Waldemar Köckeritz
Waldemar Köckeritz (Lebensdaten unbekannt) war ein deutscher Fußballspieler.

## Karriere

### Vereine
Köckeritz gehörte als Mittelfeldspieler dem BFC Hertha 1892 an, mit dem er in der Saison 1909/10 in der vom Verband Berliner Ballspielvereine durchgeführten Berliner Meisterschaft Punktspiele bestritt und die Klasse als Viertplatzierter von neun teilnehmenden Vereinen beendete.

### Auswahlmannschaft
Als Spieler der Auswahlmannschaft des Verbandes Berliner Ballspielvereine nahm er am zum zweiten Mal ausgetragenen Wettbewerb um den Kronprinzenpokal teil, dem ersten deutschen Pokalwettbewerb des DFB, der von den seinerzeit existierenden Regionalverbänden ausgetragen wurde. Nachdem seine Auswahlmannschaft am 10. Oktober und 14. November 1910 im Viertel- und Halbfinale gegen die Auswahlmannschaften des Märkischen Fußball-Bundes und des Südostdeutschen Fußball-Verbandes sich mit 5:2 – dabei erzielte er die 1:0-Führung – und 9:1 hatte durchsetzen können, erreichte sie das Finale. Das am 10. April 1910 auf dem Viktoria-Platz in Mariendorf bei Berlin gegen die Auswahlmannschaft des Verbandes Süddeutscher Fußball-Vereine ausgetragene Finale endete mit der 5:6-Niederlage.

## Erfolge
- Finalist um den Kronprinzenpokal 1910